# Passiflora maliformis
Passiflora maliformis, comúnmente llamada granadilla de mono, granadilla de hueso, granadilla de piedra, calabacito de indio, cholupa, juju, ceibey cimarrón o parcha cimarrona.

Es común en las Antillas y en el norte de los Andes, donde prospera entre los 1.000 y 2.000 m s. n. m. Ha sido introducida también en las islas del Pacífico: Hawái, Fiyi, Samoa, Pitcairn, Cook, Niue, Nueva Caledonia, Tonga.

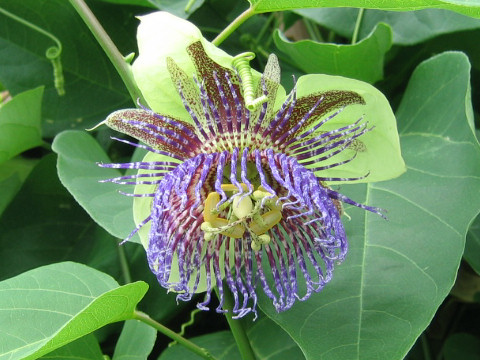
Flor.

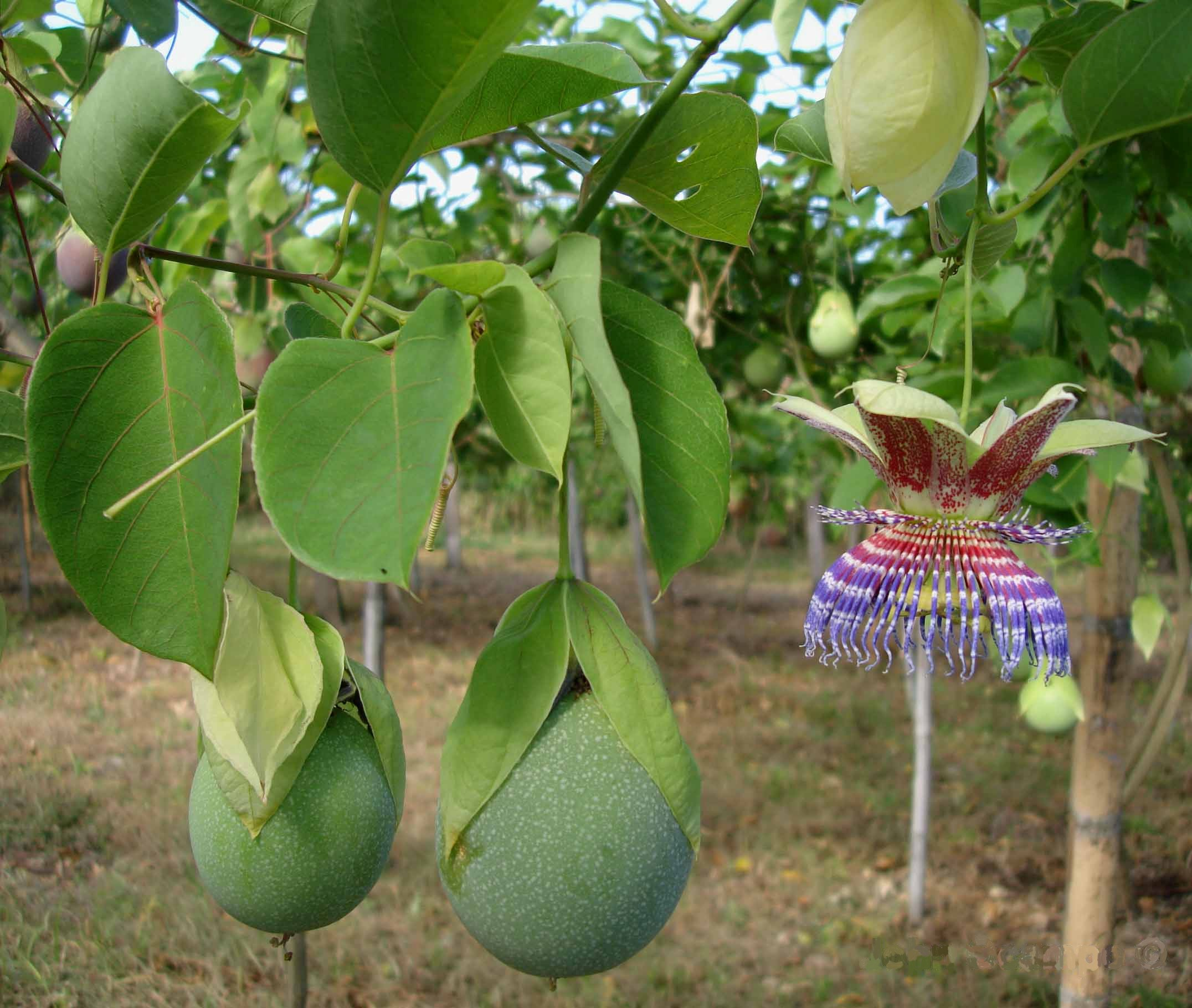
Vista de la planta.

## Descripción
Planta trepadora de tallos delgados que crece hasta 10 metros. Hojas perennes, ovaladas a oblongas, de 6 a 14 cm de largo. Flores fragantes con pétalos blancos salpicados de violeta o rojo, con corona blanca, púrpura o azul; filamentos rizados, estriados de blanco y violeta. 

Fruto redondo u oval, de 3,5 a 5 cm de diámetro; con una cáscara verdosa fina pero muy dura, verde se torna amarilla a parda al madurar; pulpa anaranjada, amarilla o grisácea, dulce y subácida, agradablemente aromática, contiene muchas semillas negras. En Jamaica, se saca con cuchara de la cáscara y se sirve con vino y el azúcar. El arilo se come fresco, en bebidas o postres. El jugo del arilo filtrado es excelente para hacer bebidas frías. 
Se propaga fácilmente mediante semillas. 

## Taxonomía
Passiflora maliformis fue descrita por Carlos Linneo y publicado en Species Plantarum 2: 956. 1753.
Etimología
Ver: Passiflora
Sinonimia
- Passiflora caudata A.H. Gentry
- Passiflora maliformis var. pubescens Planch. & Linden ex Triana & Planch.
- Passiflora ornata Kunth[4]